# Вожегодський район
Вожегодський район (рос. Вожегодский район) — муніципальне утворення у Вологодській області.

## Адміністративний устрій
Складається із 7 сільських та 1 міського поселень:
- Вожегодське міське поселення;
- Бекетовське сільське поселення;
- Кадниковське сільське поселення;
- Мишутинське сільське поселення;
- Нижнєслободське сільське поселення;
- Тигинське сільське поселення;
- Ючкинське сільське поселення;
- Явенгське сільське поселення.